# Поездка (фильм, 1962)
«Поездка» (бенг. অভিযান, Abhijan; другое название: «Путешествие») — фильм-драма 1962 года индийского режиссёра Сатьяджита Рая. Фильм снят по одноимённой новелле Тарасанкара Банерджи.

## Сюжет
В фильме рассказывается история бенгальского таксиста. Пытаясь открыть свой бизнес, он оказывается вовлечённым в контрабанду опиумом.
В фильме затронуты многие морально-этические проблемы, в частности веротерпимость и пережитки кастовой системы Индии.

## В ролях
| Актёр              | Роль         |
| ------------------ | ------------ |
| Соумитра Чаттерджи | Нарсингх     |
| Вахида Рехман      | Гулаби       |
| Рума Гуха Тхакурта | Нили         |
| Гьянеш Мукхерджи   | Джозеф       |
| Чарупракаш Гхош    | Сукханрам    |
| Роби Гхош          | Рама         |
| Арун Рой           | Наскар       |
| Шекхар Чаттерджи   | Рамешвар     |
| Аджит Банерджи     | Банерджи     |
| Реба Деви          | мать Джозефа |